# 遠州侠客伝
『遠州侠客伝』（えんしゅうきょうかくでん）は、村本山雨楼の小説。1956年（昭和31年）に遠州新聞社より出版された。

## 概要
幕末から明治初期に至る時代を背景に遠江国（現在の静岡県西部）を舞台にしてさまざまな博徒と一家の興亡を描いた連載小説を村本山雨楼が遠州新聞に掲載、単行本として出版した。山雨楼は1890年（明治23年）11月16日に焼津市に生まれた静岡県の政治家で本名は村本喜代作。山雨楼は号である。子母沢寛の『駿河遊侠伝』にも名前があり、自らも二十数冊の本を出版していた文人でもあった。小説家で任侠・右翼墓碑研究家の藤田五郎は1980年（昭和55年）に出版した『任侠百年史』（笠倉出版社。894頁）を著すにあたり『遠州侠客伝』の二次使用の承諾を山雨楼より得て、同著の250頁より276頁に引用抜粋した。ちなみに藤田が史家、研究者より二次使用の承諾を求めたのは萩原進、増田知哉があり、長谷川昇、水谷藤博の資料も参照抜粋した。経緯は『任侠』巻末の筆者追記にある。
山雨楼は公的な資料のない侠客伝の執筆は想像以上に大変だったとしているが、その点は1953年（昭和28年）に出版した『次郎長巷談』（山雨楼叢書刊行会）の中でも触れており、墓碑、お仕置帳、伝説、生存者の実話などによって勘案するしかないが伝説や実話には誤謬（ごびゅう）が多いため真相を把握するのは苦労したとしている。侠客の墓碑研究は梅田貞夫などの郷土史家によりすすめられた。また前述の増田による『清水の次郎長とその周辺』（1974年〈昭和49年〉、新人物往来社）を範とした藤田は『任侠百年史』の全国任侠墓史で全国の任侠・右翼の墓碑を探し出して文献資料として残した。稲沢市の水谷藤博は藤田に資料と写真と激励の手紙を度々送ったとされる。山雨楼は増田、藤田・水谷より前の世代だが、袁彦道の達人とされた万屋一家の平尾政吉とは幼なじみの友人で、松尾四朗のような「侠客研究の権威」（山雨楼の証言）と交流があり、同時に幕末の侠客の子分だった古老より話を聴く機会もあった。青山光二は山雨楼、松尾、それと歌人の傍ら『清水次郎長年譜』を著した法月吐志楼の３者を東海の俠客研究の功労者としている。

## 難所の遠州
嘉永6年(1853年)6月27日、文人官僚で『靏梁文鈔』で知られる林伊太郎が中泉代官に任命されたが、その際に上司である石河土佐守より「このたび難所へ差し遣わし候」と耳打ちされた。中泉とは現在の静岡県磐田市中泉で陣屋(代官所)のあった土地と周辺には古の国府があった。当時の中山代官が支配する遠江から三河にかけての幕府領は無頼の徒が往来する厄介な土地であった。

## 相良の富吉の章
前半は相良の富吉と堂山（どうさわ）の竜蔵の争いが、後半は富吉が関東無宿の岩五郎と大規模な喧嘩となり、役人に追われて逃亡の後に捕まり牢で病死するまでが描かれる。本章は山雨楼の『次郎長巷談』に重複する部分があり、そこでは底本として山本吾朗の『相良史』（1932年、相良史蹟調査会）、相川直弘の『日本一首継親分安東文吉伝史料集』を挙げている。『相良史』は紺亀こと秋野亀三郎が関東無宿の熊五郎を斬ったこと、それにより熊五郎の親分である岩五郎が相良へ船を向けて敵討ちに出た話を取り上げている。高橋敏の『博徒の幕末維新』（ちくま新書 2004年）が嘉永2年の9月頃に無宿幸次郎の一味が海上から相良の博徒、富五郎を襲おうとするが失敗とある。なお高橋は同著の中で同件の資料を明確にしていない。

### あらすじ
天保5年5月末。相良の富吉のもとへ三州の理吉が訪ね、理吉の親分である堂山の竜蔵が生まれた地頭方村の堂山で賭場を開帳したいという意向を知らせたが、同地を火場所とする富吉は拒絶。理吉は喧嘩の口上を伝えて富吉の家を後にする。すぐに堂山が襲撃すると判断した富吉は小泉勝三郎の助言もあり計略にかけて返り討ちにする。危機に陥った堂山を助けたのは横須賀の清蔵という17歳の若者だった。この喧嘩は売り出し中の大親分、山梨の巳之助と都田の源八の仲裁するところとなり不満を呑み込んで富吉は竜蔵と手打ちをして仲直りをした。
天保6年3月。相良の富吉の賭場に無宿の熊五郎が賭場あらしとして現れる。客を巻き込まないために金を渡した代貸は若い者を紺亀のもとに走らせた。秋野亀三郎は18歳から19歳の若者で紺屋の次男坊だが小泉の門弟で腕がたった。無宿とはいえ人を斬った紺亀は伊勢路へ逃げたが、熊五郎の親分である関東岩五郎は天保9年、下田より船を仕立てて相良に入ろうとする。事前に情報を得ていた富吉は一家を挙げて迎え撃ち、相良藩の剣術指南をする小泉の門弟は田沼家の紋を打った陣幕を張って意気を挙げる。岩五郎の上陸は失敗したが陣幕の件が知られて富吉は役人に追われる。この際に駿河の安東文吉と弟の辰五郎は駿河代官所と駿河奉行所より十手取縄を与えられて富吉を捕縛するように命じられる。
やくざ仲間に匿われた富吉を捕縛することは出来なかったが、油断をした富吉は天保12年に江戸で文吉に捕まり駿府の牢で病死した。富吉が相良の竹屋小路に住んでいたことから「竹屋騒動」と呼ばれる件は、田沼家の陣幕を持ち出した若侍、その親の名前がでる前に富吉に眠ってもらうという意思が働いたとされる。相良の火場所は親分がいなくなり竜蔵に荒らされるが富吉の子分たちが竜蔵の殺しを役人へ密告して入牢させる。跡目は高田の亀吉が継ぎ、仲の良くない三州の理吉は色々とかさなって安東の文吉の身内となり、いい顔となるが江戸に出ようとする。旅にでた理吉は途中で腕貸しを頼まれ参加した喧嘩で死ぬ。

## 山梨の巳之助の章
前半は大親分として増長したことで墓穴を掘った巳之助が入牢し、中盤は出獄した巳之助、その子分の藤左ヱ門が周五郎を使嗾して森の太市を粛清するまでが、終盤は周五郎と新虎の争いと巳之助の再びの入牢、島流し、斬首までが語られる。江戸時代の遠州の侠客は大和田の友蔵、都田の吉兵衛、相良の富吉、山梨の巳之助が知られた存在だが中でも山梨の巳之助、大和田の友蔵は一時代を画した大親分とされる。時期的には天保から安政までが巳之助の全盛期で、子分である森の五郎、堀越の藤左ヱ門、岩淵の坊主勝たちは自らも立派な渡世人であった。巳之助は万延元年（1860年）に鈴ヶ森で斬首され墓は袋井市山梨にある。友蔵は明治15年10月20日に病のため亡くなり墓は磐田市見附の金剛寺にある。

### あらすじ
弘化2年の暮、見附にある大和田の友蔵の賭場は子分の藤五郎が預かっていたが、そこへ山梨の巳之助の子分である浪人竹がやってきて嫌がらせをした。藤五郎と竹の悶着は刃傷沙汰となり、はずみで藤五郎の女房であるお安が竹を殺す。若いが一本立ちの親分と評判の友蔵は藤五郎の助命をはかるために巳之助へ頭を下げた。森の五郎や堀越の藤左ヱ門により和解の案もでるが竹と親しかった四角山周吉が藤五郎を殺さないと済ませられないと頑張って耳をかさない。友蔵は藤五郎を逃がそうと隠すが四角山が姦計を用いて殺す。興に乗った四角山は首実検式をやり友蔵の泣き顔を見ようと巳之助に提案、さすがに殺しとはっきり関わるのは拙いと五郎たちは止めるが増長した巳之助は四角山の話にのり首実検式が行われる。友蔵は否応なしに式に臨席させられてしまう。
一方で藤五郎は女房のお安を丸子の菊石虎へ送り出していたが、ここで菊石虎は藤五郎が殺され首実検式が行われたとお安に伝える。二人は府中の安東文吉のもとへ向かい、文吉は大和田の友蔵から話を聞くため馬音、綾二郎を遠州の友蔵へ送るが要領を得なかった。文吉は十手を預かっているため代官所へ首実検式の次第を伝える。代官所は安東一家を遠州に向かわせる一方で巳之助を捕縛する。巳之助の火場所と一家の守りは森の五郎がみることになるが、事件を起こした四角山は他人に罪を擦り付けて巳之助の妾と通じるなど傍若無人にふるまっていた。しかし矢張り妾とできていた堀越の藤左ヱ門に殺される。旅に出て美濃の上有知の小左衛門の世話となった藤左ヱ門はここで黒駒勝蔵と出会い兄弟分となった。
嘉永元年、藤左ヱ門のため森の五郎は四角山の身内と話をつけ役人にも袖の下をおくって藤左ヱ門は足掛け三年ぶり遠州へ戻った。安政になり巳之助も牢より出され一家は元に戻るが五郎の貫禄を背景に森の太市が伸ばしてきていた。安政4年5月、太市の火場所を横領しようとした巳之助、藤左ヱ門は幡鎌の周太郎を使って太市を殺し、五郎はこれを我慢をする。黒駒の勝蔵の子分、大岩小岩を背景にした周太郎は太市の兄弟分だった新虎の火場所も荒らす。安政5年の始め、新虎はかつて森の五郎に世話になったことがある清水次郎長に太市の子分である八五郎の後見となってくれるように頼む。次郎長は八五郎を子分として、新虎とも兄弟分となる。この安政5年、巳之助は子分が万松寺の住職を殺してカネを奪い寺に火をつけた事件で犯人を匿ったとして八丈島へ遠島となるが、藤左ヱ門と兄弟分の黒駒勝蔵が島抜けをさせようとしたと露見して万延元年に斬首される。巳之助が御用弁となり森の五郎が隠居すると黒駒を背景にした周太郎は火場所を広げるが、安政6年の暮れに何者かに殺される。新虎は縄張りを取り戻すが文久3年3月3日、大岩たちに殺される。この報復合戦は同年6月5日の平井の役で大岩たちが殺されるまで続いた。
ちなみに『東海遊侠伝』の八五郎の説明は以下の通りである。

## 都田の吉兵衛の章

### あらすじ
導入部では吉兵衛の父である都田の源八、その子分の吉影の卯吉という寺島一家の二人の勇者の最後と、源八の子である吉兵衛と常吉、留吉（梅吉）の三兄弟が長じて遠州を代表する親分となったことが語られ、中盤は石松殺しで次郎長が仇を討とうとするが吉兵衛に逃げられてしまい、反対に下田の本郷の金平が吉兵衛に肩入れをして清水に船で上陸し次郎長を襲撃しようとする。安東文吉が両者に手打ちをさせるが清水に挨拶にきた吉兵衛を次郎長が殴り込みと勘違いして殺してしまうまでが描かれる。後半は兄の仇を討とうと常吉、梅吉の兄弟は清水一家を探すが見つけられず代わりに清水寄りの本座の為五郎を殺すが、常吉は為五郎との闘いで疵を負いそれがもとで死ぬ。吉兵衛、常吉と柱をなくした寺島一家だが勢力は侮れないため為五郎の弟である為蔵は松坂の米太郎の助成を得た上で仇の梅吉を殺す。当時梅吉の食客だった下田の竹五郎と妻のお鶴は親分がいなくなった寺島一家で野心を膨らますが、増川の佐太郎を殺した一件で佐太郎の息子である増川の仙右衛門と佐太郎の子分である辻勝に殺されてしまい、渡世人としての寺島一家はここに終わる。

### 『次郎長巷談』と『遠州侠客伝』における山雨楼の見解
本章は浪曲の演者であった広沢虎造が駿河国（現在の静岡県中部から東部）の侠客、清水次郎長を描いた演目『清水次郎長伝』とも内容は重なってくる。同曲の十四段目「森の石松と都鳥一家」から十九段目「本座村為五郎」までの舞台はつづけて遠州であり、ここでは都田の三兄弟（同曲では都鳥の三兄弟）、穂北の久六（同曲では保下田の久六）の子分の布橋の兼吉、疵を負った石松を庇う小松村七五郎と妻のお園（同曲のお民）、本座村の為五郎も登場する。評論家の正岡容によると『清水次郎長伝』は講談の神田伯山の演目であった。講談、浪曲という創作物の内容が通説となっている部分もあり、『東海遊侠伝』など清水次郎長の伝記や類するものもあり、またおよそ百年前の話であっても地方ごとに伝承されている話もそれぞれで、突き詰めれば全て虚偽であると突き放している山雨楼だが小説を完成する上では見解を立てざるを得ない「六ヶ敷（難しき）」立場であった。

#### 石松の出生地
『東海遊侠伝』の石松の説明は以下の通りである。